# Robert Plemić
Robert Plemić (Karlovac, 22. srpnja 1970.) je hrvatski televizijski, filmski i kazališni glumac.

## Filmografija

### Televizijske uloge
- "U dobru i zlu" kao Drago Šimat (2024. – danas)
- "Najbolje godine" kao Lorenin liječnik (2009.)
- "Zabranjena ljubav" kao Luka Laušić (2006. – 2008.)

### Filmske uloge
- "Sretni završeci" kao Mladen (2014.)
- "Sjećanje na Georgiju" kao Jurica Pavičić (2002.)
- "Svaki put kad se rastajemo" kao bolničar (1997.)
- "Gospa" kao zaštitar (1994.)
- "Zlatne godine" kao mladić #2 (1993.)

## Vanjske poveznice
- Robert Plemić u internetskoj bazi filmova IMDb-u (engl.)
- Stranica na HNKVZ.hr